# A király látogatása
A király látogatása (eredeti cím: Hyde Park on Hudson) 2012-ben bemutatott brit történelmi filmdráma, melyet Roger Michell rendezett. A főbb szerepekben Bill Murray (Franklin D. Roosevelt), Olivia Colman (Bowes-Lyon Erzsébet brit királyné) és Laura Linney (Margaret „Daisy” Suckley) látható. A film Suckley, az elnök elnök unokatestvérének és gyermekkori barátjának halála után felfedezett magánnaplói és jegyzetei alapján készült. Fiktív elemekkel kiegészített módon mutatja be Roosevelttel való szoros személyes kapcsolatát, valamint VI. György király és Erzsébet királyné 1939-es látogatását Roosevelt vidéki birtokán.
Az Egyesült Királyságban 2013. február 1-én mutatták be. Magyarországon január 17-én került mozikba a Big Bang Media forgalmazásában.

## Cselekmény
1939 tavaszán Sara Delano, Franklin D. Roosevelt édesanyja megkéri hatodik unokatestvérét Margaret „Daisy” Suckleyt, hogy látogassa meg a beteg elnököt a New York-i házukban (Hyde Park, New York). Bár Daisy és Roosevelt évek óta nem látták egymást, a távoli rokonok között romantikus kapcsolat alakul ki, és Roosevelt gyakran megkéri Daisyt, hogy látogassa meg Hyde Parkot, amikor az édesanyjánál tartózkodik. Daisy egyike lesz a Roosevelthez közel álló számos nőnek, köztük Sarának; Missy LeHandnak, az elnök titkárnőjének; és Eleanor Rooseveltnek, az elnök feleségének. Hatalma ellenére az elnök gyakran képtelen irányítani a többi nőt; a csendes, félénk Daisy a bizalmasa, és azt mondja neki, hogy elnöksége után a Top Cottage lesz a közös menedékük.
1939 júniusában VI. György brit király és felesége, Bowes-Lyon Erzsébet brit királyné látogatást tesz az Egyesült Államokban, melynek során Rooseveltékkel együtt tartózkodnak a Hyde Parkban. A britek azt remélik, hogy a látogatás javítja az amerikai támogatás esélyeit a Németországgal vívandó háború során. György - aki azért lett király, mert bátyja, VIII. Eduárd brit király lemondott - ideges a látogatás fontossága miatt, mert dadog, és mert a tiszteletére rendezett pikniken először kell hot dogot ennie. Roosevelt a saját járásképtelenségére hivatkozva megnyugtatja George-ot, és megjegyzi, hogy mások nem látják a fogyatékosságát, mert „nem ezt akarják látni”. Az elnök elmondja a királynak, hogy reméli, sikerül legyőzni az amerikaiak vonakodását Nagy-Britannia megsegítésével szemben.
A király és a királynő érkezésének éjszakáján Daisy felfedezi, hogy LeHandnek viszonya van Roosevelttel. LeHand elmondja a megdöbbent Daisynek, hogy nem az elnökkel való kapcsolatuk az egyetlen, megemlítve Dorothy Schiffet és Lucy Mercer Rutherfurdot, és hogy Daisynek el kell fogadnia, hogy Rooseveltet más nőkkel is megosztja. A másnapi pikniken a király sikeresen megeszik egy hot dogot a fotózás kedvéért, Daisy pedig hangosbemondón kijelenti, hogy a látogatás segített a két országnak különleges kapcsolat kialakításában. Daisy visszautasítja Roosevelt kéréseit, hogy találkozzon vele, amíg a férfi személyesen fel nem keresi; kibékülnek, és Daisy elfogadja az elnök egyik szeretőjeként betöltött szerepét.
Ahogy telnek az évek, Daisy végignézi, ahogy Roosevelt háborús vezetőként gyengévé válik; ennek ellenére mindenki, mondja, „mindenki felnézett rá, mert azt látták benne, amit látni akartak”.

## Szereplők
| Szerep                            | Színész          | Magyar hang     |
| --------------------------------- | ---------------- | --------------- |
| Franklin D. Roosevelt             | Bill Murray      | Szacsvay László |
| Margaret „Daisy” Suckley          | Laura Linney     | Kováts Adél     |
| VI. György brit király            | Samuel West      | Kaszás Gergő    |
| Bowes-Lyon Erzsébet brit királyné | Olivia Colman    | Bertalan Ágnes  |
| Marguerite „Missy” LeHand         | Elizabeth Marvel | Andai Katalin   |
| Eleanor Roosevelt                 | Olivia Williams  | Fehér Anna      |
| Sara Delano                       | Elizabeth Wilson | Kassai Ilona    |
| James Cameron                     | Andrew Havill    | Kapácsy Miklós  |
| Daisy nagynénje                   | Eleanor Bron     | Márton Eszter   |
| Thomas Gardiner Corcoran          | Martin McDougall | Scherer Péter   |

## A film készítése
Richard Nelson forgatókönyvírót Daisy Suckley története ihlette meg, miután elolvasta Daisy Suckley leveleit és naplóit. Azért vonzódott a történethez, mert Daisy egyedülálló perspektívát kínált egy sor fontos történelmi eseményre. A helyszínhez is kötődött, hiszen Nelson Rhinebeckben él, és még Daisyvel is találkozott egy rövid ideig, mielőtt 1991-ben meghalt.
2011 márciusának elején Michell rendező elkezdett amerikai színészeket keresni Roosevelt elnök és Eleanor Roosevelt megformálására. Bill Murray március végén beleegyezett Roosevelt szerepébe. A produkciós tervező Simon Bowles Angliában, New York állam északi részén alkotta meg a filmet, ahol gyakorlatilag az egész filmet forgatták.

## Fordítás
- Ez a szócikk részben vagy egészben  a   Hyde Park on Hudson című angol Wikipédia-szócikk fordításán alapul.  Az eredeti cikk szerkesztőit annak laptörténete sorolja fel. Ez a jelzés csupán a megfogalmazás eredetét és a szerzői jogokat jelzi, nem szolgál a cikkben szereplő információk forrásmegjelöléseként.